# Cosmosoma regestum
Cosmosoma regestum là một loài bướm đêm thuộc phân họ Arctiinae, họ Erebidae.